# Emanuele Guidi
Emanuele Guidi (San Marino, 16 settembre 1969) è un arciere sammarinese.

## Biografia
Nato nel 1969 a San Marino, ha iniziato a tirare con l'arco a 37 anni, nel 2006.
Nel 2009 ha preso parte ai Mondiali di Ulsan, in Corea del Sud, nell'arco ricurvo, passando il primo turno contro il bielorusso Anton Prylepaŭ, ma uscendo al secondo contro l'ungherese Pal Csoregh.
A 42 anni ha partecipato ai Giochi olimpici di Londra 2012, nell'individuale, uscendo ai trentaduesimi di finale contro il sudcoreano Im Dong-hyun.
Anche ai Giochi europei di Baku 2015 è stato eliminato ai trentaduesimi, dall'olandese Rick van der Ven.